# Пам'ятки історії національного значення в Чернігівській області
| Район, населений пункт          | Найменування пам'ятки                                                       | Датування                               | Місцезнаходження                                    |
| ------------------------------- | --------------------------------------------------------------------------- | --------------------------------------- | --------------------------------------------------- |
| Чернігів                        | Могила Л. Глібова                                                           | 1893 рік                                | вул. Толстого, Болдина гора, Монастир Святої Трійці |
| Чернігів                        | Садиба М.Коцюбинського                                                      | кінець XIX-XX століття                  | вул. Коцюбинського, 3                               |
| Чернігів                        | Могила М. Коцюбинського                                                     | 1913 рік                                | вул. Толстого, Болдина гора, монастир Святої Трійці |
| Коропський район смт Короп      | Будинок, у якому народився М.Кибальчич                                      | перша половина XIX століття             | пров. М. Кибальчича, 18                             |
| Ніжинський район м. Ніжин       | Будинок гімназії, де навчалися Л. Глібов, Є.Гребінка, М.Гоголь XIX століття | перша половина XIX століття             | вул. Кропив'янського, 2                             |
| Сосницький район смт Сосниця    | Садиба О. Довженка                                                          | кінець XIX - перша половина XX століття | вул. О. Довженка, 2                                 |
| Срібнянський район с. Сокиринці | Могила кобзаря О.Вересая                                                    | 1890 рік                                |                                                     |
| Чернігівський район смт Седнів  | Садиба родини Лизогубів                                                     | середина XIX століття                   | вул. Т. Шевченка, 11б                               |